# Bærum
Bærum ( ? i  escolteu-ne la pronunciació en noruec) és un municipi situat al comtat d'Akershus, Noruega. Té 122.348 habitants (2016) i té una superfície de 192 km². El centre administratiu del municipi és el poble de Sandvika. Bærum va ser establert com a municipi l'1 de gener de 1838. Als afores d'Oslo, Bærum es troba a la costa oest de la ciutat.
Bærum genera la renda per capita més gran de Noruega, i és el municipi amb més persones amb estudis universitaris de Noruega. Bærum, en particular els seus barris orientals que voregen el l'est d'Oslo, és considerat un dels municipis més bonics de Noruega i és on hi ha les zones residencials més de moda. El municipi ha estat escollit com el millor lloc per viure a Noruega tenint en compte la governabilitat i els serveis públics als ciutadans.

## Etimologia
El nom (en nòrdic antic: Bergheim) es compon de Berg que significa "muntanya" i heimr que significa "casa" o "granja". Als temps nòrdics antics, el municipi es diu sovint Bergheimsherað que significa "l'herað (parròquia / districte) de Bergheim".

## Història
L'àrea coneguda avui com a Bærum va ser una fèrtil zona agrícola durant l'Edat del Bronze i s'han trobat vestigis arqueològics de l'edat del ferro. El primer esment del nom data del voltant del 1200 a la Saga de Sverre. Hi ruïnes d'esglésies de pedra dels anys 1100 a Haslum i Tanum.
La ruta de pelegrins cap a Trondheim, establerta després del 1030, passava a través de Bærum i hi ha evidències que els forns de calç van estar en ús a la regió el 850. Va haver-hi ports marítims per l'òxid de calci a Slependen i a Sandvika.

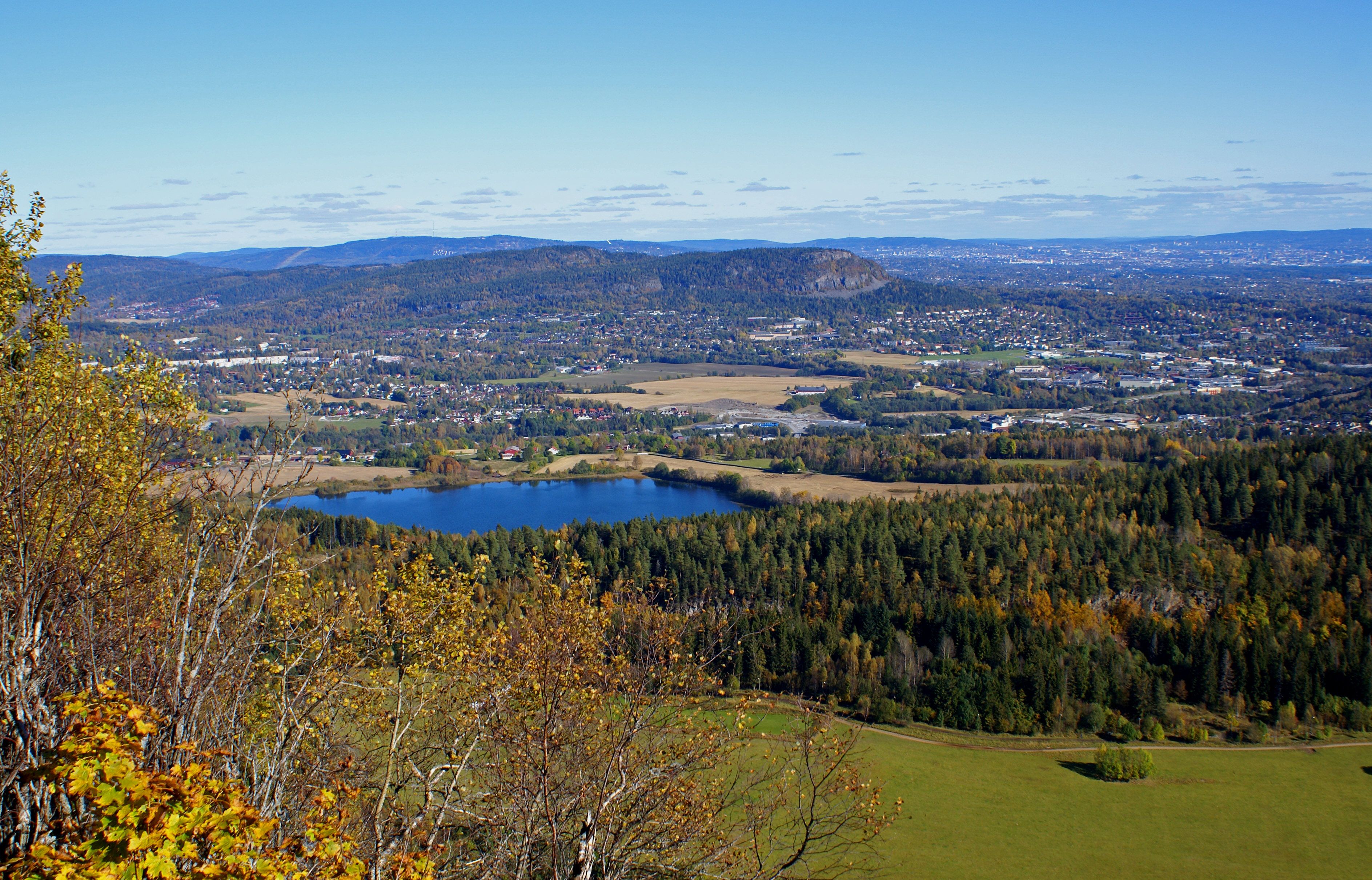
Camps de conreu i boscos als afores de Bærum.

A principis del segle XVII es va descobrir el mineral de ferro a Bærum, realitzant treballs a Bærumns Verk. Indústries com ara la fabricació de paper, serradores i fàbriques de maons van ser establertes al llarg dels rius Lysakerelven i Sandvikselven als segles següents. A l'àrea s'hi van desenvolupar també horts i altres tipus d'explotació agrícola, dels quals encara existeixen romanents.
Una sèrie d'artistes es van establir a Bærum, particularment amb motiu de l'escola d'art dirigida per Johan Fredrik Eckersberg. Entre els artistes que van realitzar molt del seu treball a Bærum hi ha Fritz Thaulow, Christian Skredsvig, Harriet Backer, Kitty Kielland, Otto Sinding, Eilif Pettersen, Gerhardt Munthe i Erik Werenskiold.
A mitjan segle xx la base agrícola de Bærum va donar pas a la construcció residencial. No obstant això, encara només una tercera part de l'àrea (64 km²) està destinada per a ús residencial, més de la meitat està dedicat a la silvicultura i prop de 17 km² són utilitzats per a l'agricultura.

## Escut d'armes
L'escut d'armes és modern. Se'ls hi va concedir el 9 de gener de 1976. L'escut mostra un antic forn de calç platejat sobre un fons verd. Aquest va ser un aspecte important de l'economia local des de l'edat mitjana fins al voltant del 1800. Encara hi ha alguns forns originals visibles al municipi.

## Geografia

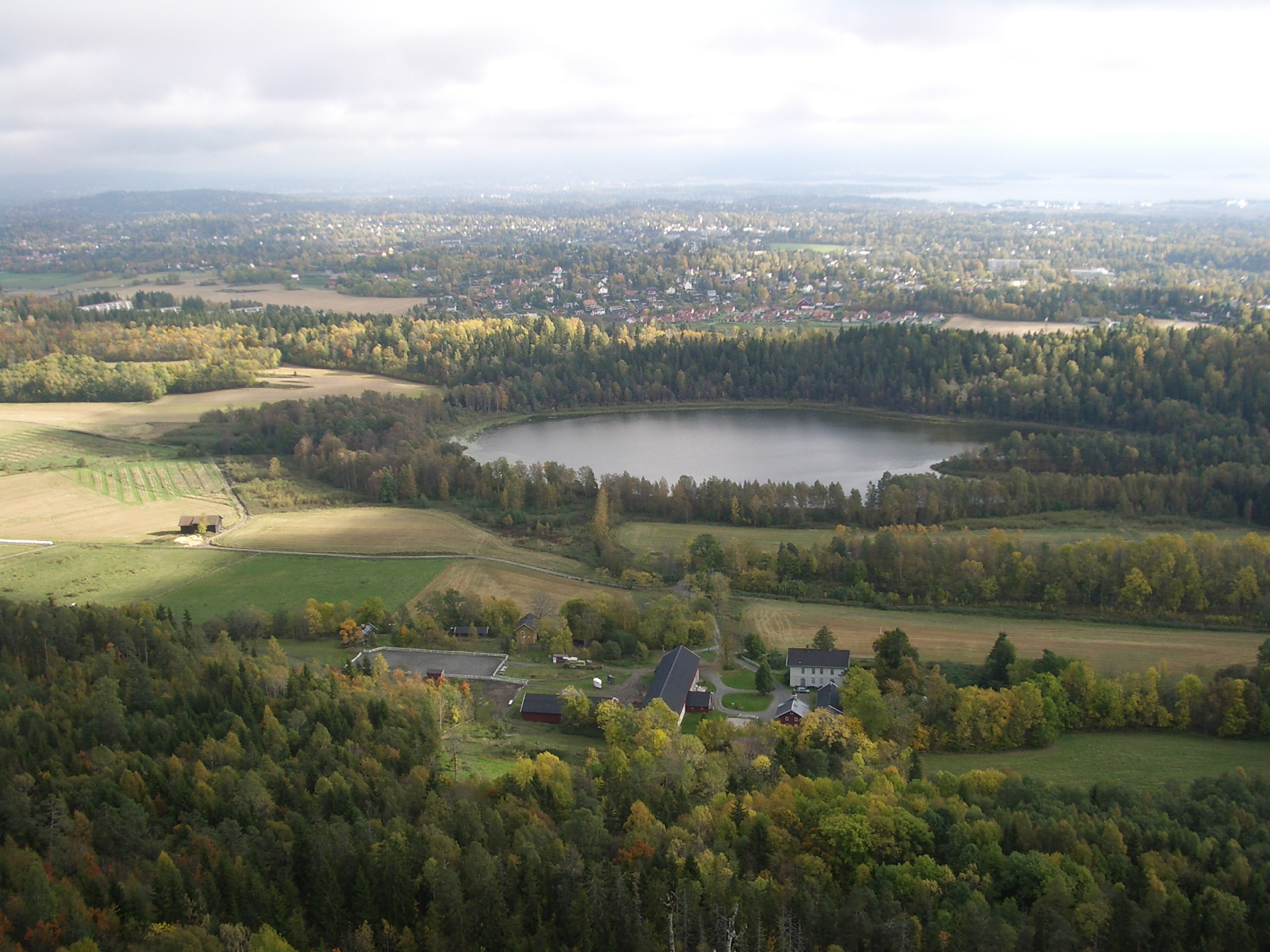
El Dælivannet, un dels llacs del municipi.

La geografia física de Bærum està dominada per una costa escarpada al llarg del fiord d'Oslo o l'augment de les zones muntanyoses al nord i l'est, on hi ha grans zones boscoses. La muntanya de Kolsås forma un centre natural, però el municipi també inclou la vall aïllada de Lommedalen. Quatre grans rius flueixen a través del municipi: Lysakerelva, Sandvik Selva, Lomma, i Øverlandselva, i hi ha nombrosos llacs, tant en zones residencials com boscoses. La flor oficial del municipi és l'anèmona groga.
Atès que gairebé dos terços de la superfície de Bærum es compon de boscos, hi ha grans oportunitats per a activitats a l'aire lliure, com l'esquí, el senderisme i la pesca. Els boscos es consideren part de Marka, les zones boscoses a la rodalia del Gran Oslo. Les àrees dins del municipi de Bærum inclouen Bærumsmarka, Vestmarka, i Krokskogen.
El punt més alt a Bærum és Vidvangshøgda. amb una altitud de 552 metres. El llac més gran és Stovivatnet amb una superfície de 0.420 quilòmetres quadrats.

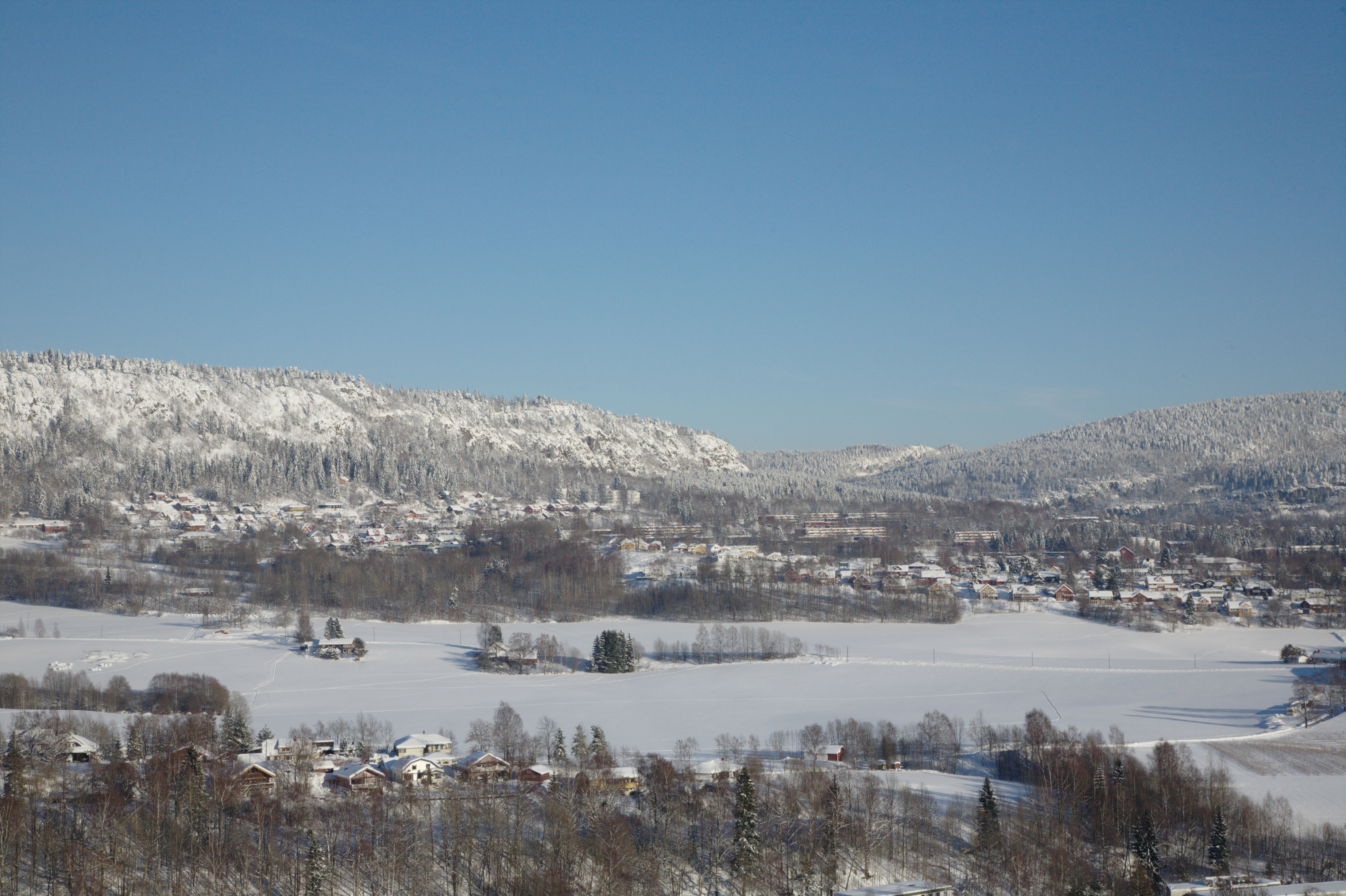
Bærum a l'hivern.

### Clima
El clima de Bærum és relativament fred, però càlid comparat amb altres regions de l'interior i del nord. Els hiverns son freds (durant tres mesos les mitjanes màximes són sota els 0 °C), i els estius són suaus (durant tres mesos les mitjanes màximes superen els 20 °C). Aquesta suavitat fa que Bærum gaudeixi d'un dels climes més càlids de Noruega, en gran part a causa del Corrent del Golf. Les temperatures màximes registrades oscil·len dels -29.7 °C del 9 de febrer de 1966 als 35.2 °C del 27 de juliol de 1988. Les precipitacions són abundants (la mitjana anual és de 714 mm), i l'estació més plujosa és l'estiu. L'hivern és l'estació més seca, i les poques precipitacions que cauen aleshores són quasi sempre en forma de neu. 
| Dades climàtiques a Bærum          | Dades climàtiques a Bærum | Dades climàtiques a Bærum | Dades climàtiques a Bærum | Dades climàtiques a Bærum | Dades climàtiques a Bærum | Dades climàtiques a Bærum | Dades climàtiques a Bærum | Dades climàtiques a Bærum | Dades climàtiques a Bærum | Dades climàtiques a Bærum | Dades climàtiques a Bærum | Dades climàtiques a Bærum | Dades climàtiques a Bærum |
| Mes                                | gen                       | febr                      | març                      | abr                       | maig                      | juny                      | jul                       | ag                        | set                       | oct                       | nov                       | des                       | anual                     |
| ---------------------------------- | ------------------------- | ------------------------- | ------------------------- | ------------------------- | ------------------------- | ------------------------- | ------------------------- | ------------------------- | ------------------------- | ------------------------- | ------------------------- | ------------------------- | ------------------------- |
| Màxima mitjana °C (°F)             | −1.5 (29.3)               | −0.7 (30.7)               | 3.9 (39)                  | 9.7 (49.5)                | 16.5 (61.7)               | 21.1 (70)                 | 22.2 (72)                 | 20.9 (69.6)               | 16.0 (60.8)               | 10.1 (50.2)               | 3.7 (38.7)                | −0.2 (31.6)               | 10.1 (50.2)               |
| Mitjana diària °C (°F)             | −4.6 (23.7)               | −4.5 (23.9)               | −0.3 (31.5)               | 4.8 (40.6)                | 11.3 (52.3)               | 15.8 (60.4)               | 17.1 (62.8)               | 15.9 (60.6)               | 11.5 (52.7)               | 6.7 (44.1)                | 0.8 (33.4)                | −3.2 (26.2)               | 5.9 (42.6)                |
| Mínima mitjana °C (°F)             | −7.7 (18.1)               | −7.9 (17.8)               | −4.0 (24.8)               | 0.6 (33.1)                | 6.7 (44.1)                | 11.3 (52.3)               | 12.7 (54.9)               | 11.7 (53.1)               | 7.9 (46.2)                | 3.8 (38.8)                | −1.9 (28.6)               | −6.1 (21)                 | 2.26 (36.07)              |
| Precipitació mitjana mm (polzades) | 42 (1.65)                 | 32 (1.26)                 | 41 (1.61)                 | 38 (1.5)                  | 54 (2.13)                 | 65 (2.56)                 | 78 (3.07)                 | 84 (3.31)                 | 85 (3.35)                 | 81 (3.19)                 | 68 (2.68)                 | 46 (1.81)                 | 714 (28.12)               |
| Font: eKlima                       |                           |                           |                           |                           |                           |                           |                           |                           |                           |                           |                           |                           |                           |

## Demografia

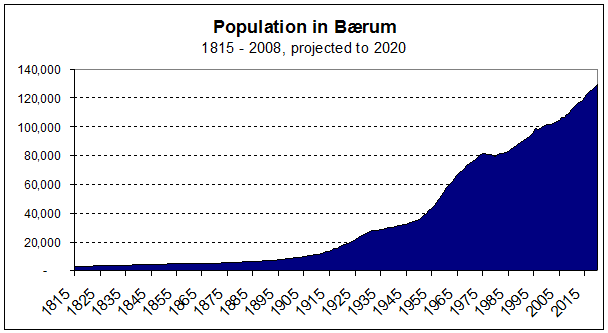
Evolució de la població de Bærum.

L'any 2016 Bærum era el quart municipi més densament poblat de Noruega. Al llarg de l'autopista E18, la zona residencial continua amb Oslo i continua amb alguna interrupció fins al veí municipi d'Asker.
Bærum és també el més ric dels municipis noruecs, amb una renda per capita mitjana (xifres del 2002) de 370.800 corones noruegues; en comparació amb la mitjana nacional de 262.800 corones. També té el nivell d'educació més alt de tot el país. Administrativament, Bærum es divideix en 22 barris.
| País d'origen        | Nombre |
| -------------------- | ------ |
| Polònia              | 3,744  |
| Suècia               | 1,597  |
| Iran                 | 1,157  |
| Filipines            | 1,047  |
| Pakistan             | 930    |
| Dinamarca            | 906    |
| Regne Unit           | 796    |
| Rússia               | 786    |
| Iraq                 | 750    |
| Alemanya             | 664    |
| Afganistan           | 640    |
| Somàlia              | 590    |
| Xina                 | 554    |
| Índia                | 537    |
| Lituània             | 478    |
| Estats Units         | 461    |
| Bòsnia i Hercegovina | 375    |
| Sri Lanka            | 362    |
| Eritrea              | 345    |
| Romania              | 322    |

## Economia
L'economia de Bærum és formada, des del 1950, per al sector de serveis, incloent la venda al detall, l'enginyeria, els serveis públics, etc. Deriva gran part de la seva base tributària per ser una ciutat dormitori d'Oslo. És una de les zones més riques a Noruega.

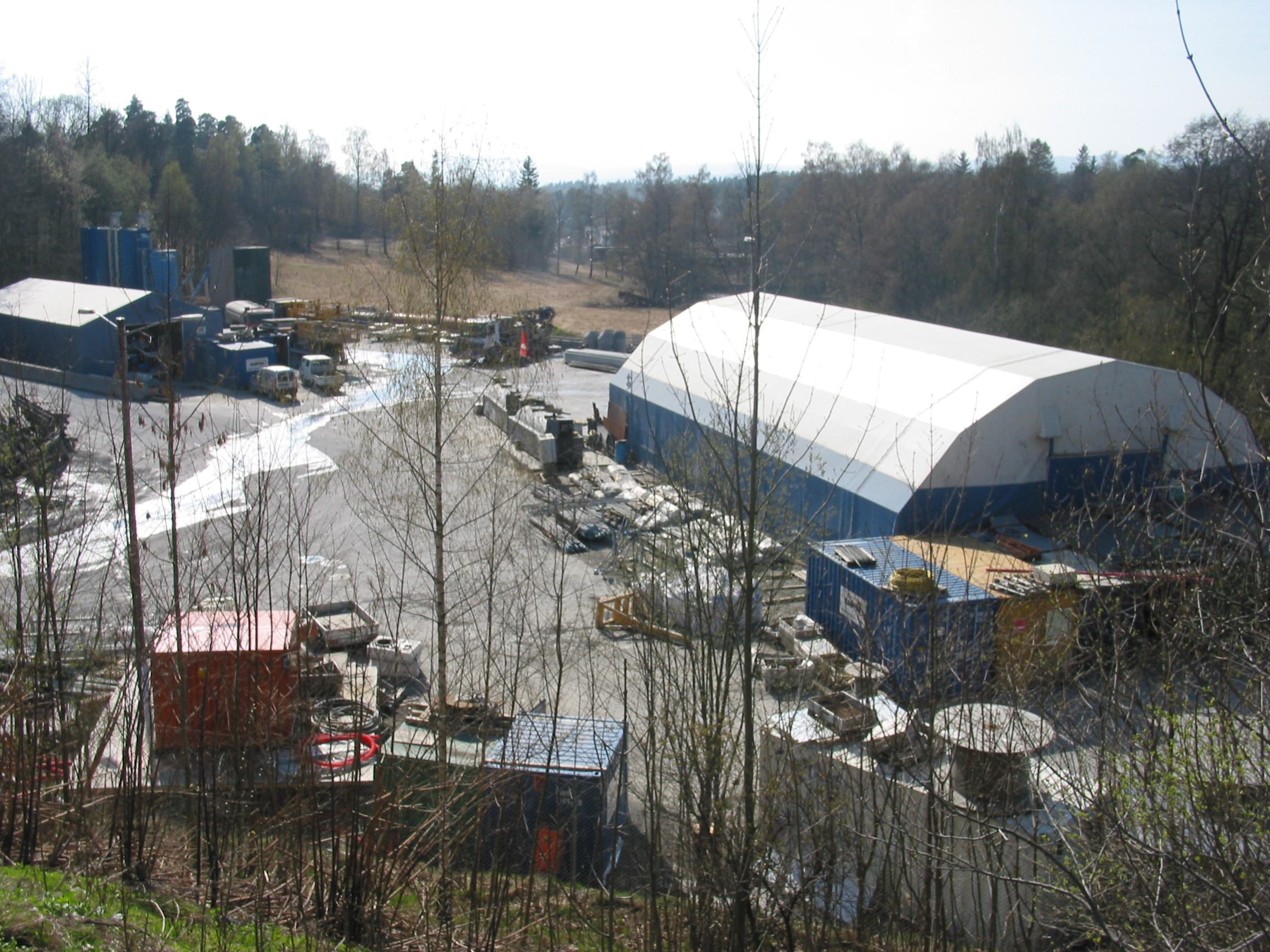
Excavacions als afores de Bærum.

Dues de les carreteres més transitades de Noruega (l'E18 i l'E16) i un ferrocarril travessen el municipi. Hi ha hagut un considerable desenvolupament de parcs d'oficines al llarg de l'E18, especialment al voltant de Lysaker en els últims 20-30 anys, reduint una mica la pressió sobre les àrees del centre d'Oslo.
Scandinavian Airlines System té la seu de Noruega a Bærum. La companyia aèria Widerøe té algunes oficines administratives a Baerum. Norwegian Air Shuttle també té la seu central al municipi.

## Cultura
D'acord amb una enquesta duta a terme per una revista del municipi, Bærum és el millor lloc per viure a Noruega en termes de govern i serveis als residents. A més és també un dels millors llocs per a pujar els fills. En gairebé totes les enquestes nacionals, Bærum obté una alta puntuació quan es tracta d'economia, l'educació i les possibilitats dels joves, la cobertura de salut, les classificacions de l'escola, i els drets de treball i les possibilitats laborals.

### Educació

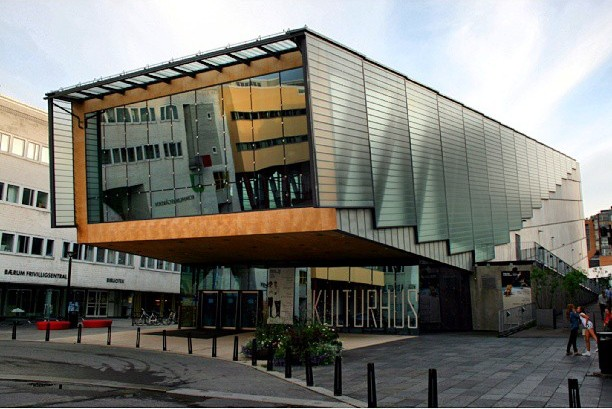
La casa de cultura de Bærum.

Hi ha un alt nombre d'escoles a Bærum, tant públiques com privades. Hi ha un total de 43 escoles públiques elementals (de primària i/o secundària) i algunes de privades. Segons les enquestes nacionals, l'escola pública de primària Jar ocupa el lloc més alt quan es tracta de matemàtiques, mentre que l'escola de primària pública Lommedalen ocupa el més alt en la lectura. Ambdós se situen a Bærum.
Hi ha vuit escoles de secundària públiques a Bærum; Dønski, Eikeli, Nadderud, Rosenvilde, Rud, Sandvika, Stabekk i Valler. La Universitat Popular també té una sucursal a Sandvika. L'escola de Valler anys ha estat classificada durant segles dins de les 5 millors escoles de secundària a Noruega.

## Esports
L'Stabæk IF, que juga a la primera divisió de Tippeligaen, és el principal club de futbol del municipi. També hi ha però el Bærum SK, que juga a la segona divisió de la lliga de futbol de Noruega. També juguen en categories més baixes els clubs Høvik IF, Stabæk IF i Hauger BK.

## Bærumencs il·lustres
- Marta Lluïsa de Noruega

- Gro Harlem Brundtland, polític i ex-primer ministre.

- Magnus Carlsen, campió del món d'escacs.
- Claude Monet, pintora.
- Fridtjof Nansen, zoòleg, explorador, científic i diplomàtic.

## Ciutats agermanades
Bærum manté una relació d'agermanament amb les següents localitats:
- – Frederiksberg, Regió de Hovedstaden, Dinamarca[20]
- – Hafnarfjörður, Islàndia
- – Hämeenlinna, Tavastia Pròpia, Finlàndia
- – Tartu, Tartumaa, Estònia
- – Uppsala, Uppsala län, Suècia